# Jeroen Greveling
Jeroen Greveling ('s-Hertogenbosch, 4 november 1957 - Breda, 14 juli 2008) was een geestelijke binnen de Oud-Episcopaal Katholieke Kerk in Nederland.
Hij werd in 1984 gewijd tot priester en in 1988 volgde zijn benoeming tot bisschop. Hij nam daarbij de wapenspreuk Servus et Pastor (dienaar en herder) aan. Grevelings leven en pastoraat werden gekenmerkt door de vroege openbaring van een aan multiple sclerose gerelateerde ziekte. Hierdoor werd hij langzaam invalide en steeds meer aan het bed gebonden. In zijn werk vroeg hij aandacht voor de betekenis van het lijden. Hij schreef een brochure over Job en was lid van de Interkerkelijk Werkgroep Theologie en Handicap. Hij omschreef zijn werkzaamheden als die van een "pompbediende van een geestelijk tankstation".
De kerk waaraan hij leiding gaf, telt in Nederland honderdvijftig volgelingen. Veel van de zending en het pastoraat van bisschop Greveling, verliep via internet. Hij was verschillende malen te zien op televisie en te horen op de radio.
- International Standard Name Identifier: 0000 0003 8798 9183
- Nederlandse Thesaurus van Auteursnamen: 184545897
- Virtual International Authority File: 281051527
- WorldCat: E39PBJkHkMwmWCVWqpxv3CxJjC